# حیات وحش شهری

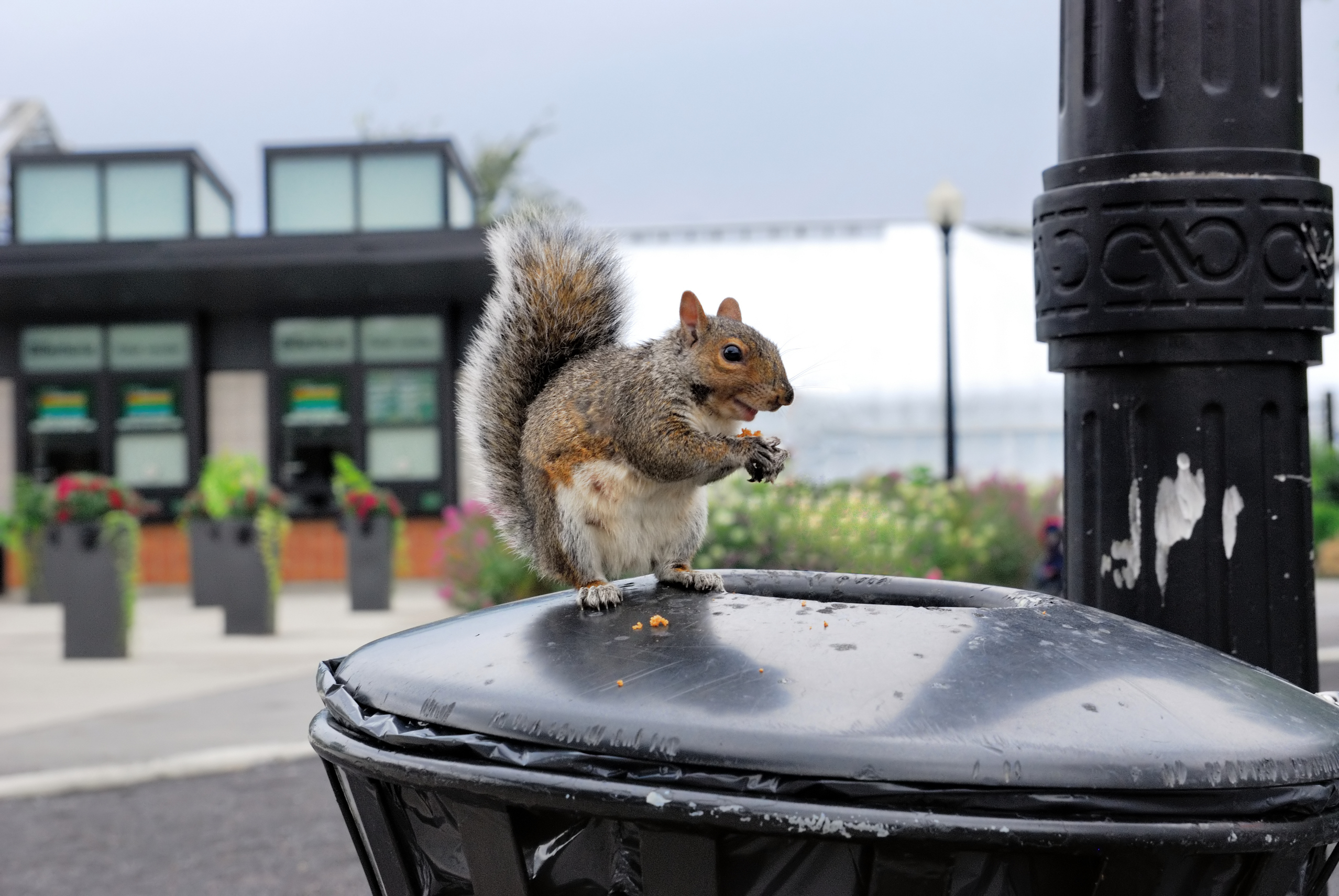
حیات وحش شهری: یک سنجاب خاکستری شرقی در مونترال در حال یافتن غذا در سطل زباله

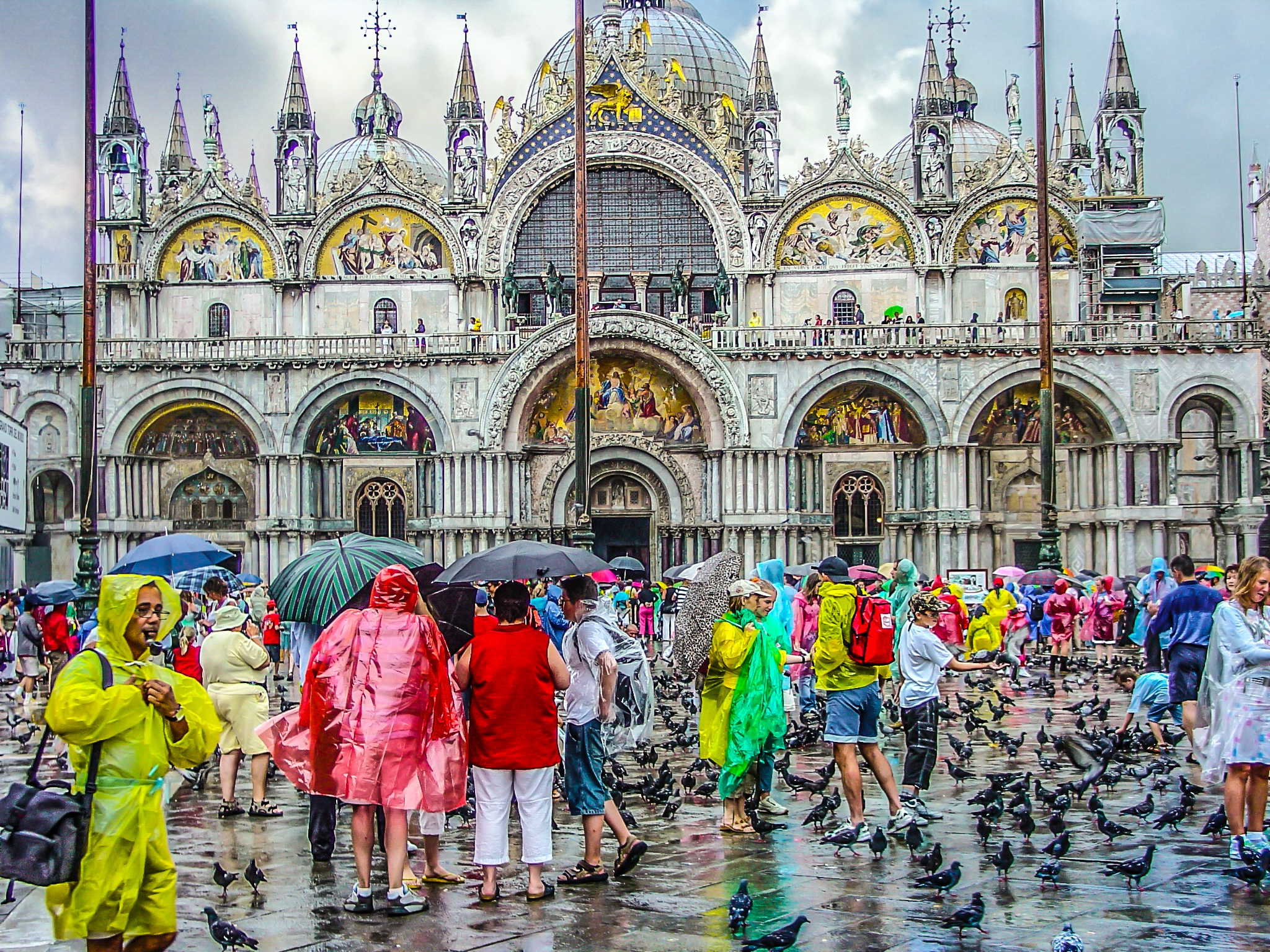
کبوترها در ونیز با گردشگران درمی‌آمیزند.

حیات وحش شهری (به انگلیسی: Urban wildlife) حیات وحشی است که می‌تواند در محیط‌های شهری / پیرامون شهری یا پیرامون سکونتگاه‌های انسانی پرجمعیت مانند شهرک‌ها زندگی یا رشد کند.
برخی از حیات‌وحش شهری، مانند موش‌های خانگی، همزیست انسان (Synanthrope) هستند، از نظر بوم‌شناختی با آن‌ها مرتبط هستند و حتی تکامل یافته‌اند تا کاملاً به زیستگاه‌های انسان وابسته شوند. به عنوان مثال، دامنه بسیاری از گونه‌های همزیست انسان به عرض‌های جغرافیایی گسترش می‌یابد که در آن نمی‌توانند در زمستان در خارج از پناهگاه‌هایی که توسط سکونتگاه‌های انسانی ارائه می‌شود زنده بمانند. گونه‌های دیگر به سادگی زندگی مشترک پیرامون انسان را تحمل می‌کنند و از جنگل‌های شهری باقی‌مانده، فضاهای سبز و پوشش‌های گیاهی باغ / خیابان به‌عنوان زیستگاه‌های خاص استفاده می‌کنند، در برخی موارد به‌تدریج به اندازه‌ای در پیرامون انسان عادت می‌کنند که با گذشت زمان همزیست انسان شوند. این گونه‌ها اقلیتی از جانداران طبیعی را نشان می‌دهند که معمولاً در یک منطقه زندگی می‌کنند و دارای نسبت‌های زیادی از گونه‌های وحشی و معرفی‌شده در مقابل گونه‌های بومی واقعی هستند. به عنوان مثال، مجموعه‌ای از پژوهش‌ها در سال ۲۰۱۴ نشان داد که تنها ۸ درصد از پرندگان بومی و ۲۵ درصد از گونه‌های گیاهی بومی در مناطق شهری در مقایسه با برآوردهای تراکم غیرشهری گونه‌ها حضور داشتند.
حیات وحش شهری را می‌توان در هر عرض جغرافیایی که از سکونتگاه‌های انسانی پشتیبانی می‌کند، یافت — فهرست جانورانی که به سکونتگاه‌های انسانی شهری می‌روند تا برای باغبانی یا از سطل‌های زباله غذایابی بجویند از میمون‌ها در مناطق استوایی گرفته تا خرس‌های قطبی در قطب شمال وجود دارد.

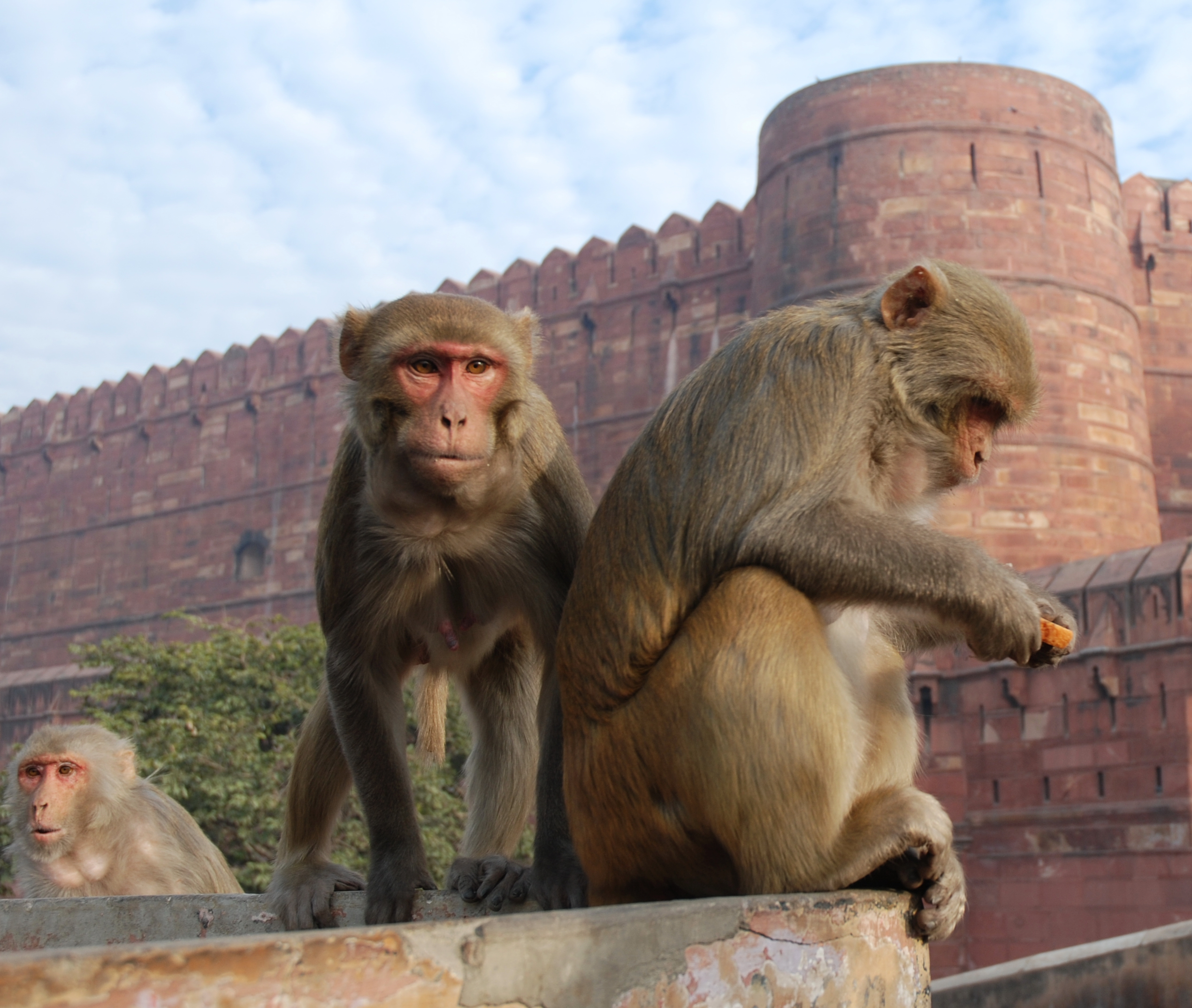
میمون‌های رزوس در آگرا، شمال هند